# Dom Vicente
Dom Vicente C.R.S.A. (Montemor-o-Velho, século XVI – 14 de fevereiro de 1580) foi um religioso português, compositor durante o período do Renascimento.

## Biografia

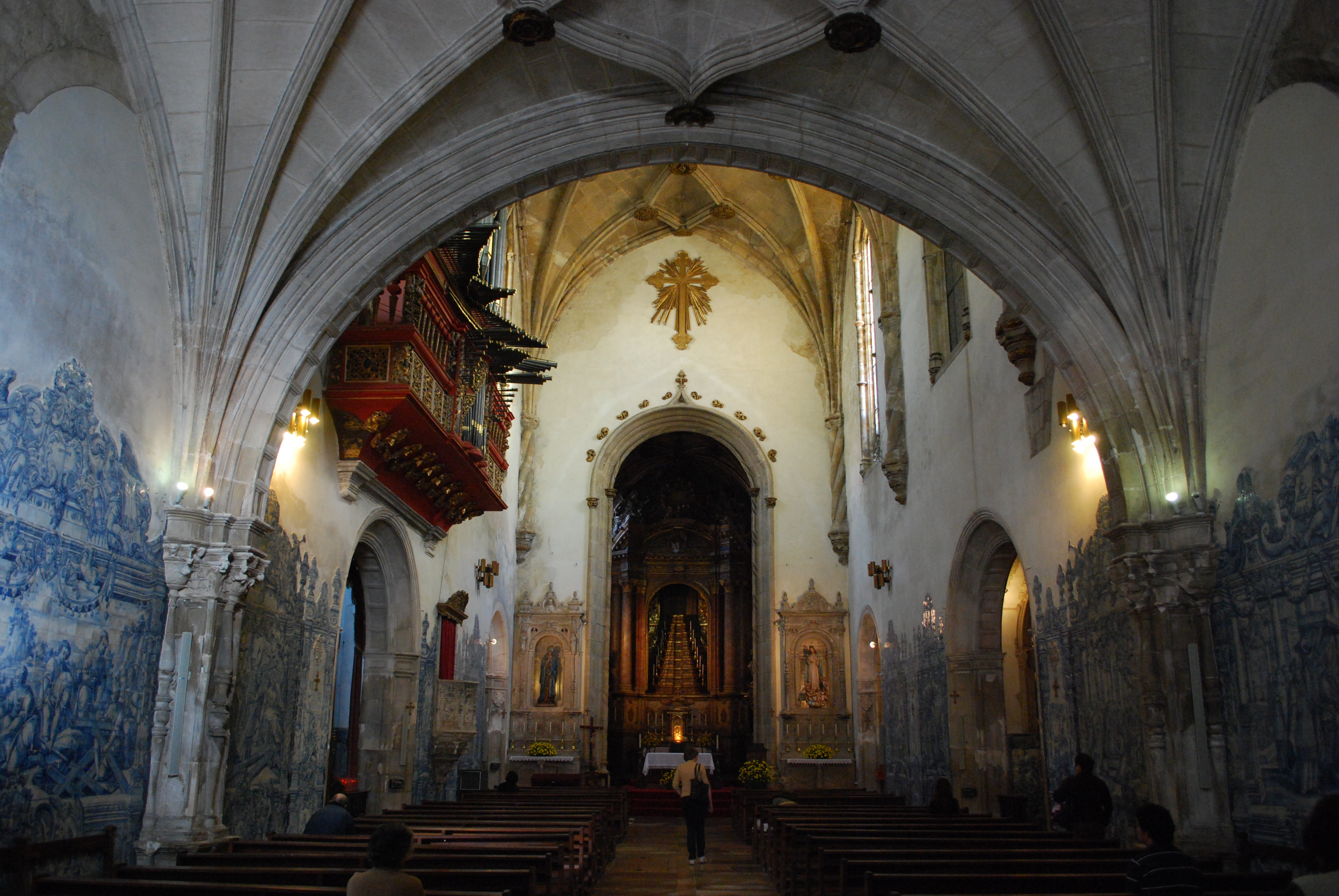
Mosteiro de Santa Cruz de Coimbra

Dom Vicente nasceu em Montemor-o-Velho e foi um professo do Mosteiro de Santa Cruz de Coimbra. Tratou de negócios da sua comunidade mas chegando a idoso tornou-se doente, obeso mórbido e confinado ao leito necessitando de cuidados por parte dos restantes religiosos e de um escravo adquirido para o efeito. Contudo, mesmo nessa fase da sua vida continuou ativo, tornando-se um notável compositor de quase todas as obras de cantochão que se usavam na sua congregação assim como alguns dos kíries, "flectamus" e "benedicamus". Morreu a 14 de fevereiro de 1580.

## Obras
- "Alegrai-vos" a 4vv (P-Cug MM 48)[3]
- Obras do manuscrito musical P-Cug MM 37 (atribuído)[2]